# Reformierte Kirche Wattwil

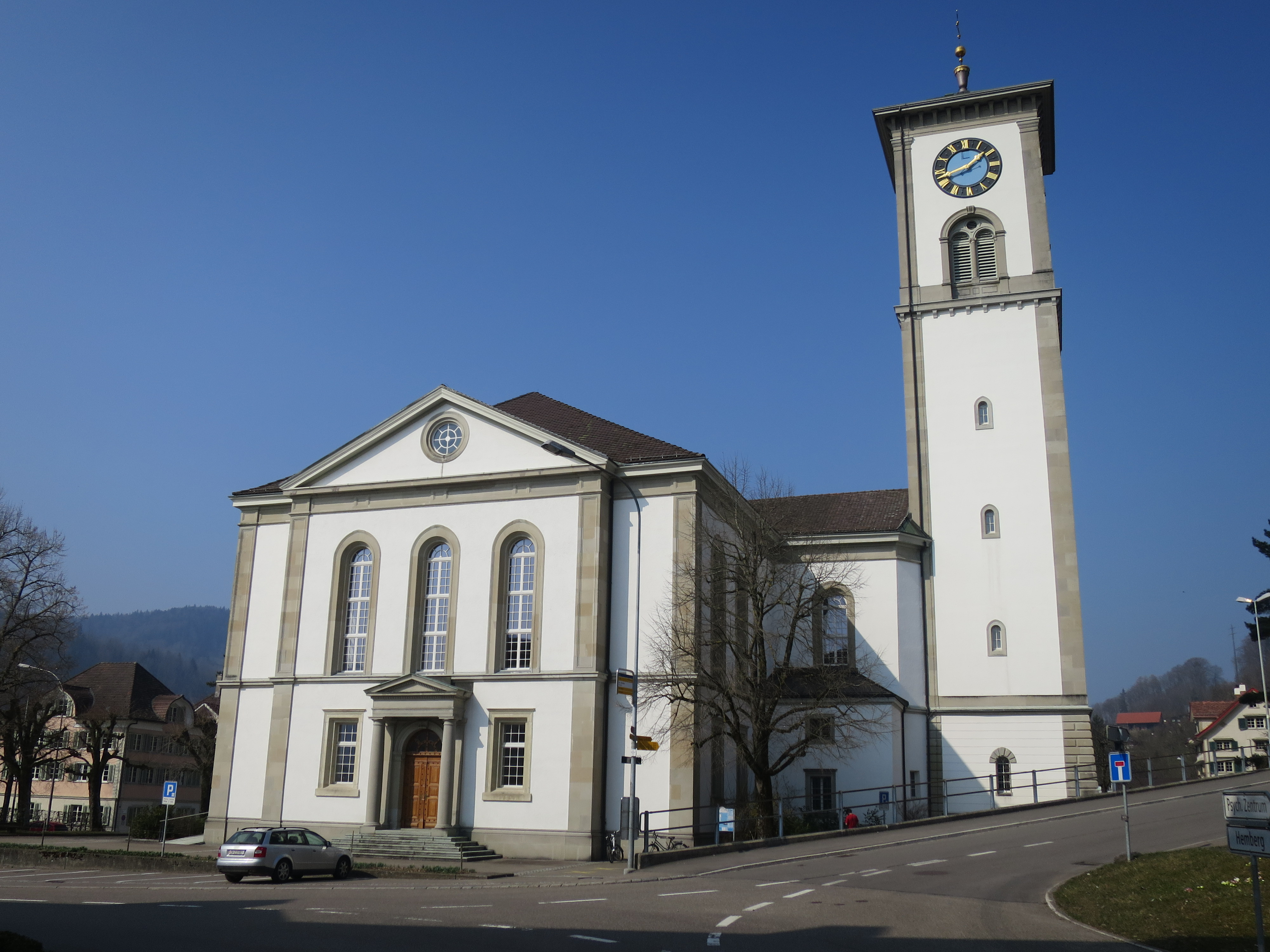
Reformierte Kirche Wattwil

Die reformierte Kirche Wattwil ist ein ehemals paritätisches Kirchengebäude aus der Zeit der Industrialisierung des Toggenburgs.

## Geschichte
Ein erstes Gotteshaus in Wattwil wird bereits im Jahr 897 erwähnt. Nach der Reformation wurde die Kirche als protestantischer Gottesdienstraum genutzt. Ab 1593 stand sie aber auf Betreiben der Katholiken beiden Konfession zur Verfügung.
Finanziert durch den Textilindustriellen Abraham Raschle, erfolgte von 1844 bis 1848 ein Neubau nach Plänen von Felix Wilhelm Kubly, der in deutlicher Anlehnung an die Reformierte Kirche Wädenswil und ihre Nachfolgebauten eine stützenlose Querkirche errichtete. Die Kirche verfügte allerdings über einen Chorraum mit Hochaltar und zwei Seitenaltäre im Schiff. Damit wurde auf eine schweizweit einzigartige Weise dem Anspruch beider Konfessionen Rechnung getragen.
Mit dem Auszug der Katholiken im Zuge des Baus der neuen Pfarrkirche St. Felix und Regula 1967 erübrigten sich Altäre und Chorraum. Der Chor wurde zugemauert und fortan als Gemeinderaum benutzt, die Kirche wurde purifiziert und den veränderten Bedürfnissen angepasst. Das typisch reformierte Querraumkonzept blieb erhalten, allerdings wurden die Sitzreihen neu in Form eines Polygons angeordnet. Unter den Emporen entstanden zusätzliche Gemeinderäume.

## Äusseres
Das Schiff zeigt eine deutliche klassizistische Formensprache. Die Haupt- und die Seitenfassaden sind jeweils einem Risalit vorgelagert, der durch einen Dreiecksgiebel bekrönt wird. Die Fassaden werden durch Rundbogenfenster, Gesimse und Portale in Form eines zweisäuligen Portikus gegliedert. Die Giebel sind mit Zahnschnittfries verziert.
An der Ostwand des ehemaligen Chors erhebt sich der Turm, dessen Sockel mit Rustika-Mauerwerk verkleidet ist. Zusammen mit den als Biforen gestalteten Schallfenstern erinnern sie an die Architektur der frühen Renaissance. Das flache Zeltdach über den Turmuhren stellt dagegen wieder ein typisch klassizistisches Bauelement dar.

## Inneres
Der Innenraum ist stark von den Umbauten von 1969 geprägt. Über eine Wandelhalle gelangt man in den Kirchenraum, der auf die Liturgiezone unter dem ehemaligen Chorbogen ausgerichtet ist. Der mit Friesen dekorierte Chorbogen, die Gesimse und die Pilaster in den Raumecken sowie die Arkaden auf der Orgelempore stammen noch aus der Bauzeit der Kirche. Das 1972 von Kuhn errichtete Orgelwerk befindet sich in drei separaten Pfeifentürmen unter den Arkaden der mittleren Empore sowie in einem an der Brüstung angebrachten Rückpositiv.

## Galerie

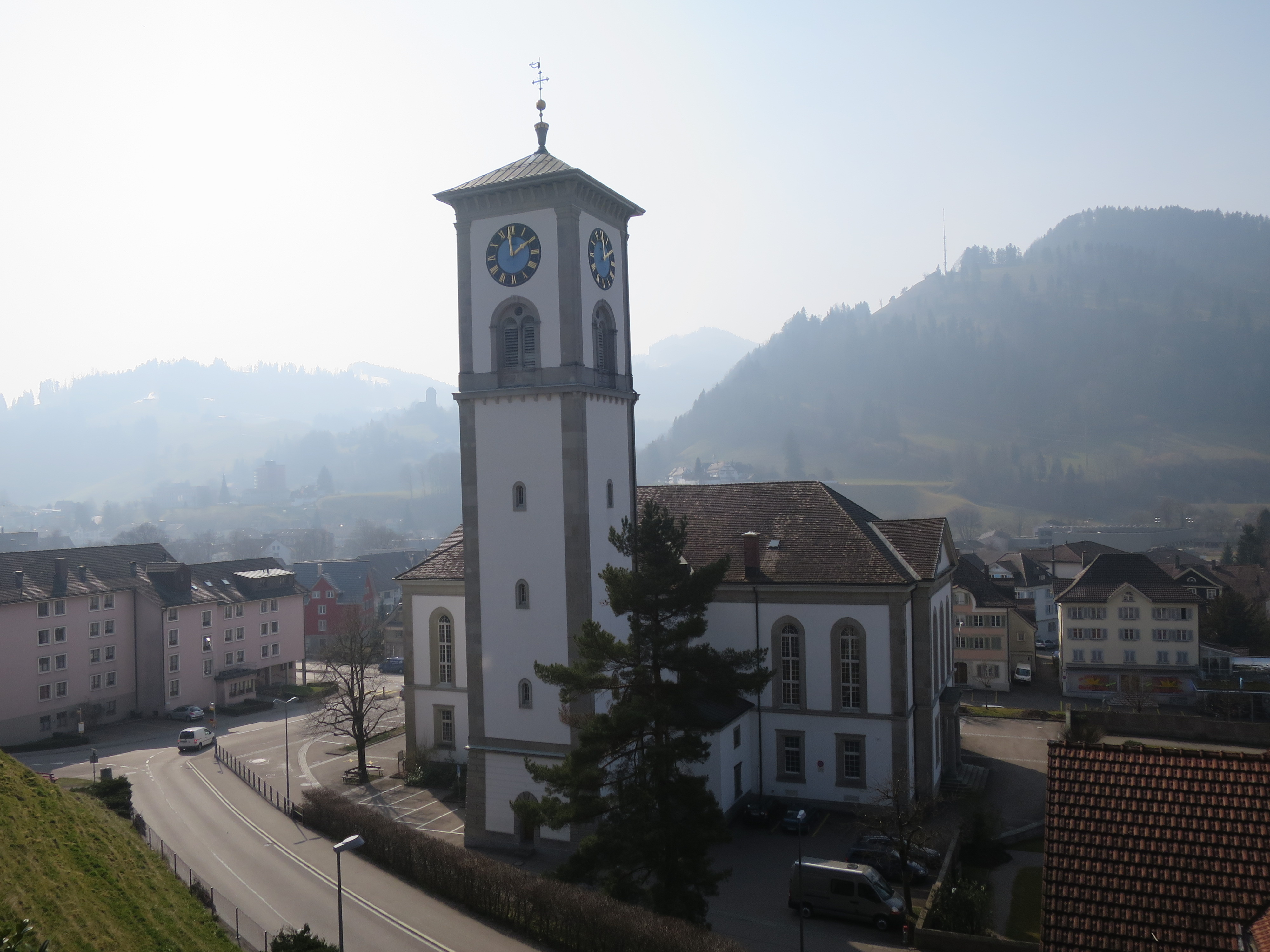
Turmfassade
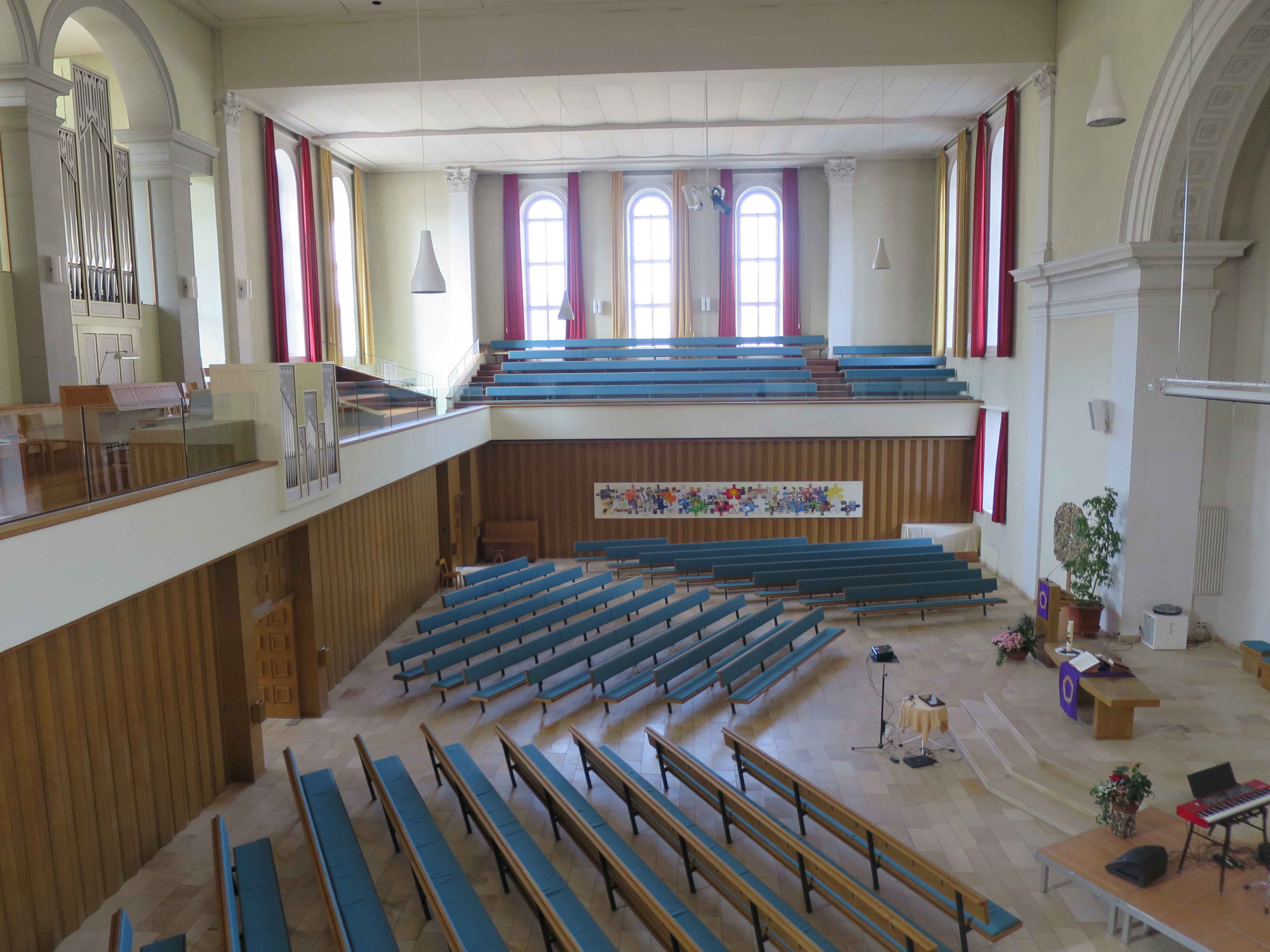
Gesamtansicht des Innenraums
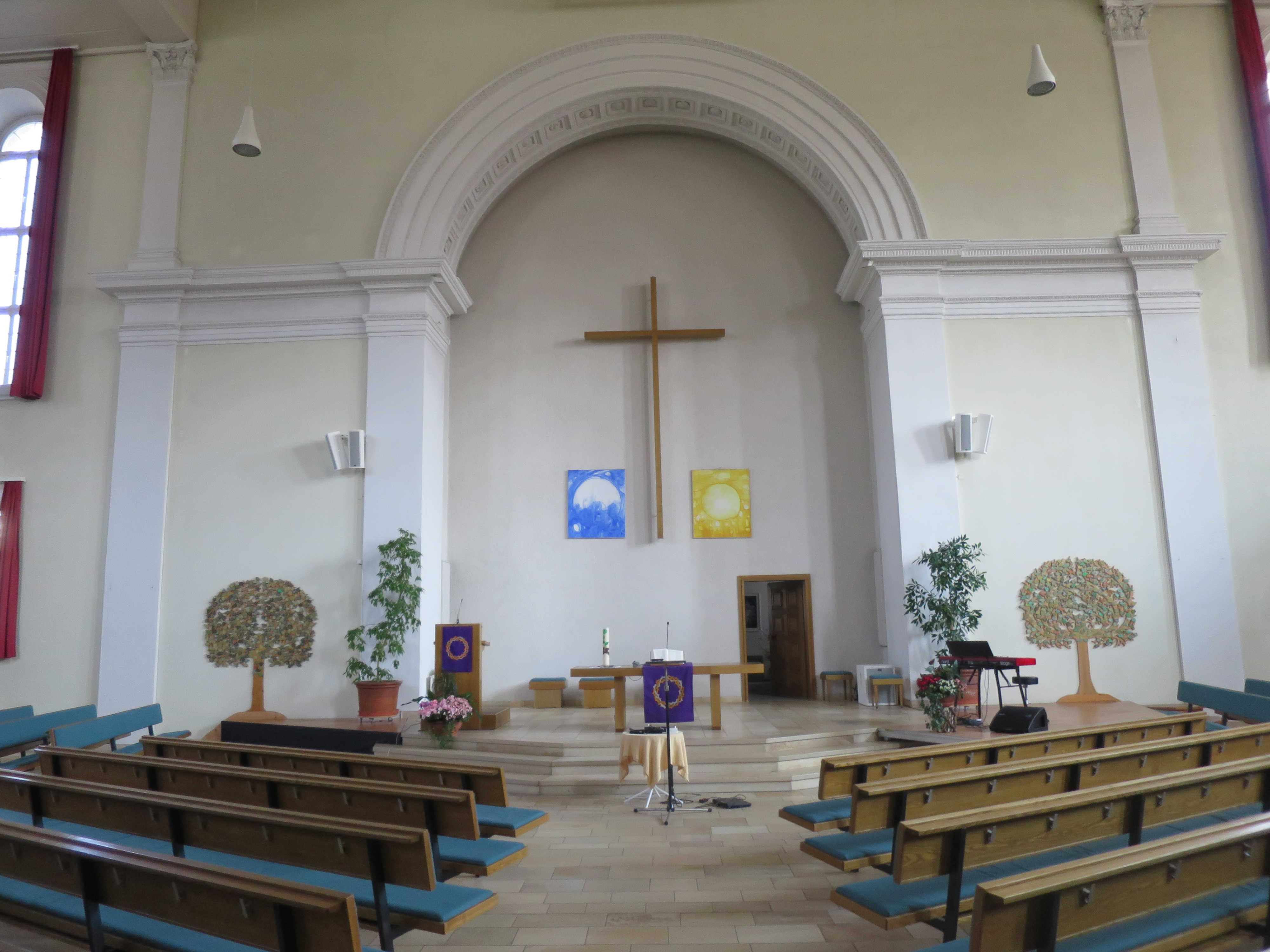
Blick in die Liturgiezone mit Chorbogen
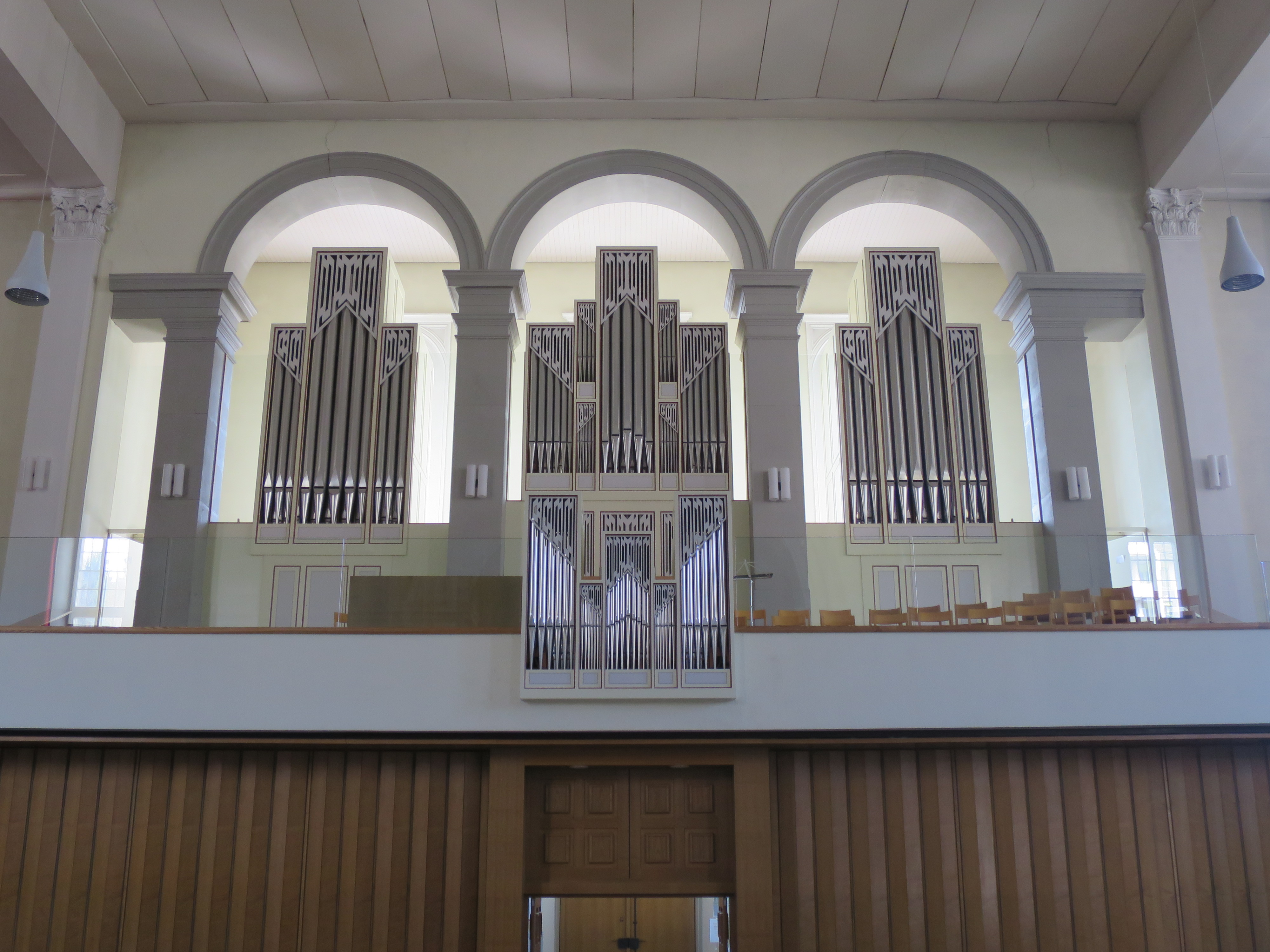
Orgel